# Государственный надзор
Государственный надзор — это деятельность специальных государственных органов по надзору за неподведомственными им лицами, направленная на предупреждение, выявление и пресечение нарушений требований нормативно-правовых актов, в процессе которого могут применяться меры государственного принуждения.

## Различение контроля и надзора

### Нормативное
В законодательстве России функциональные понятия контроля и надзора законодателем смешаны. Например: «государственный контроль (надзор)», «санитарно-эпидемиологический надзор (контроль)»; «под функциями контроля и надзора понимается» , такая же ситуация прослеживается и в других нормативно-правовых актах, что позволяет, при наличии различий в дефиниции этих двух понятий, определять их как двуединое явление. 
Например, согласно п. 1 ст. 2 ФЗ «О защите прав юридических лиц и индивидуальных предпринимателей при осуществлении государственного контроля (надзора) и муниципального контроля» содержит определение «государственного контроля (надзора)»:

Деятельность уполномоченных органов государственной власти<…>, направленная на предупреждение, выявление и пресечение нарушений юридическими лицами, их руководителями и иными должностными лицами, индивидуальными предпринимателями, их уполномоченными представителями <…> требований, установленных настоящим Федеральным законом, другими федеральными законами и принимаемыми в соответствии с ними иными нормативными правовыми актами Российской Федерации<…>, посредством организации и проведения проверок юридических лиц, индивидуальных предпринимателей, принятия предусмотренных законодательством  России мер по пресечению и (или) устранению последствий выявленных нарушений, а также деятельность указанных уполномоченных органов государственной власти по систематическому наблюдению за исполнением обязательных требований, анализу и прогнозированию состояния исполнения обязательных требований при осуществлении деятельности юридическими лицами, индивидуальными предпринимателями— 2-ФЗ

### Доктринальное
Контроль — это регулярный способ наблюдения, анализа и проверки результатов деятельности объекта с последующей корректировкой при обнаружении отклонений.
Признаки:
1. Органы контроля и субъект находятся в подчинённости / подконтрольности;
2. Объект — законность, целесообразность действий контролируемого;
3. Право контролирующих органов отменять решения субъектов и применять к ним меры административного воздействия[11];
4. Возможность корректировки поведения контролируемого[1].

Надзор — это постоянное наблюдение и проверка действий объекта на соответствие предъявляемым требованиям; вид контроля, с преобладанием наблюдательных функций. 
Признаки: 
1. Проводит проверку реализации действующих нормативно-правовых актов в различных отраслях управления;
2. Периодичность[11].
3. Отсутствие подчинённости[10].

Согласно ФЗ «О прокуратуре Российской Федерации» в случае обнаружения нарушений закона прокурором, в ходе осуществления им прокурорского надзора, принимаются меры прокурорского реагирования — протест, представление, предостережение, что означает возможность корректировки действий поднадзорного объекта при выявлении отклонений от заданных стандартов.
Интегральными признаками надзора можно принять реализуемые им функции:
- мониторинговая;
- лицензировочная;
- регистрационная;
- уведомительная;
- регламентарная;
- оценочная (соответствия управленческих действий законодательству).

## Классификация надзора
По субъекту:
- Административный надзор — наблюдение специально уполномоченными органами за соблюдением, исполнением и применением юридическими и физическими лицами правовых норм в сфере государственного управления.
- Прокурорский надзор — осуществляется органами прокуратуры России в сфере государственного управления за исполнением федеральными министерствами и ведомствами, законодательными и исполнительными органами субъектов Российской Федерации, органами местного самоуправления, органами военного управления, органами контроля, их должностными лицами Конституции и законов, и соответствию законодательству издаваемых ими правовых актов.

По отраслям:
- Отраслевая (банковский надзор, государственный страховой надзор, государственный санитарно-эпидемиологический надзор).
- Межотраслевая надзорная деятельность (прокурорский надзор).

По объекту:
- в отношении неопределённого круга лиц (физических и юридических) вне зависимости от подчинённости и формы собственности (например правил поведения в общественных местах).
- в отношении определённого круга физических и юридических лиц, в том числе должностных (например правил приобретения, хранения и использования огнестрельного оружия).
- персонифицированный (например в отношении некоторых граждан, освобождённых из мест лишения свободы).